# Valsa americana
A valsa americana é um ritmo que consiste em um estilo de valsa modificado misturado com a dança charleston que é de origem americana e teve sucesso nas décadas de 20 e 30.
A valsa americana foi uma forma que em 1935 foi uma época em que o ritmo charleston estava ficando porem dizer "fora de moda" então o professor Willian Bayer  resolveu misturar os dois ritmos um que estava acabando e um ritmo de classe criado na Alemanha e Polonia.
Suas vestimentas são como a da valsa, só um pouco mais ousadas com os vestido das mulheres com decotes mais abertos mas mantendo toda a tradição da valsa já os homens mantém o mesmo modelo de smoke bem elegantes.
Geral mente em muitos casos os homens usam ternos, smoking,e sapatos sociais geralmente tudo preto e as mulheres um vestido comprido com uma eicharpe